# アッペンツェル鉄道BDe4/4 46-47形電車

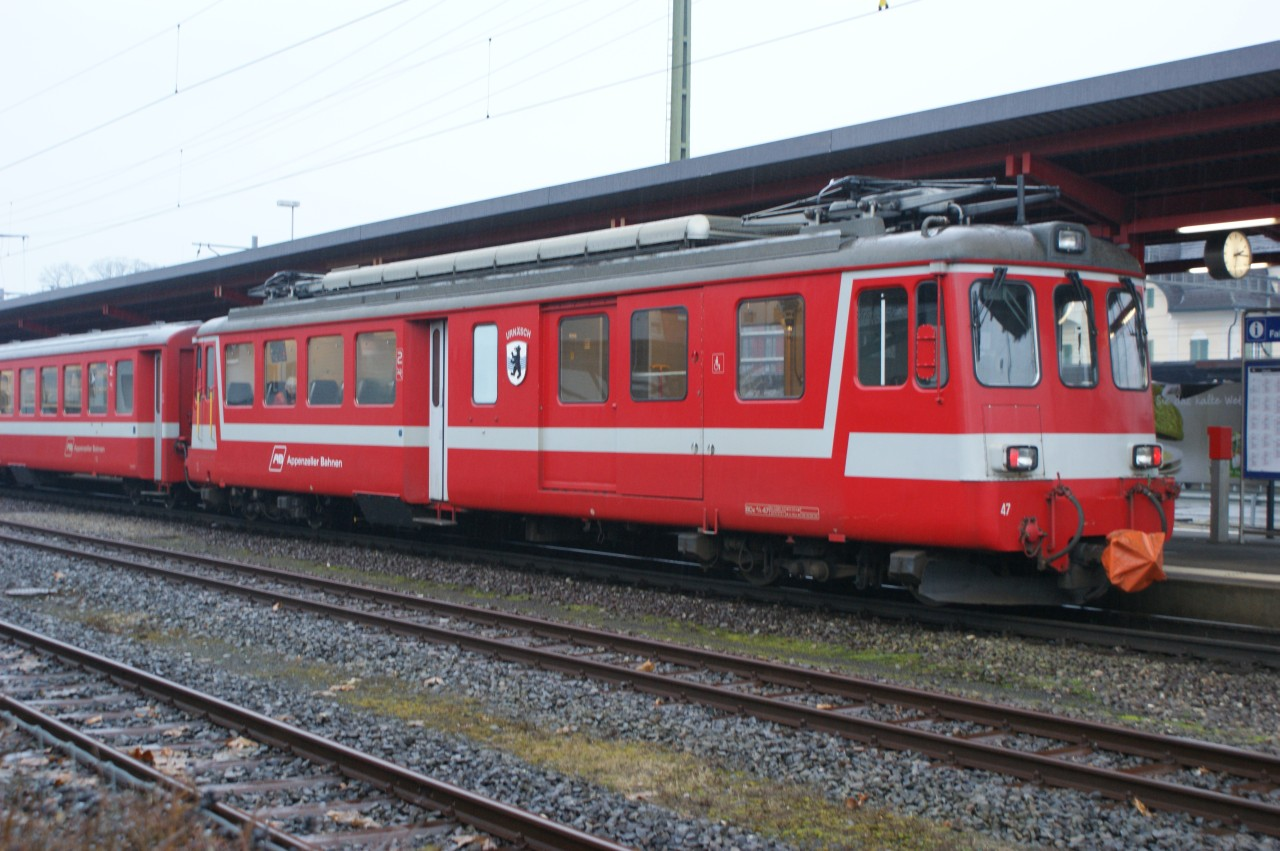
更新改造後のBDe4/4 47号機、塗装変更、正面貫通扉埋込、前照灯の変更などがなされている、ゴッサウ駅、2009年

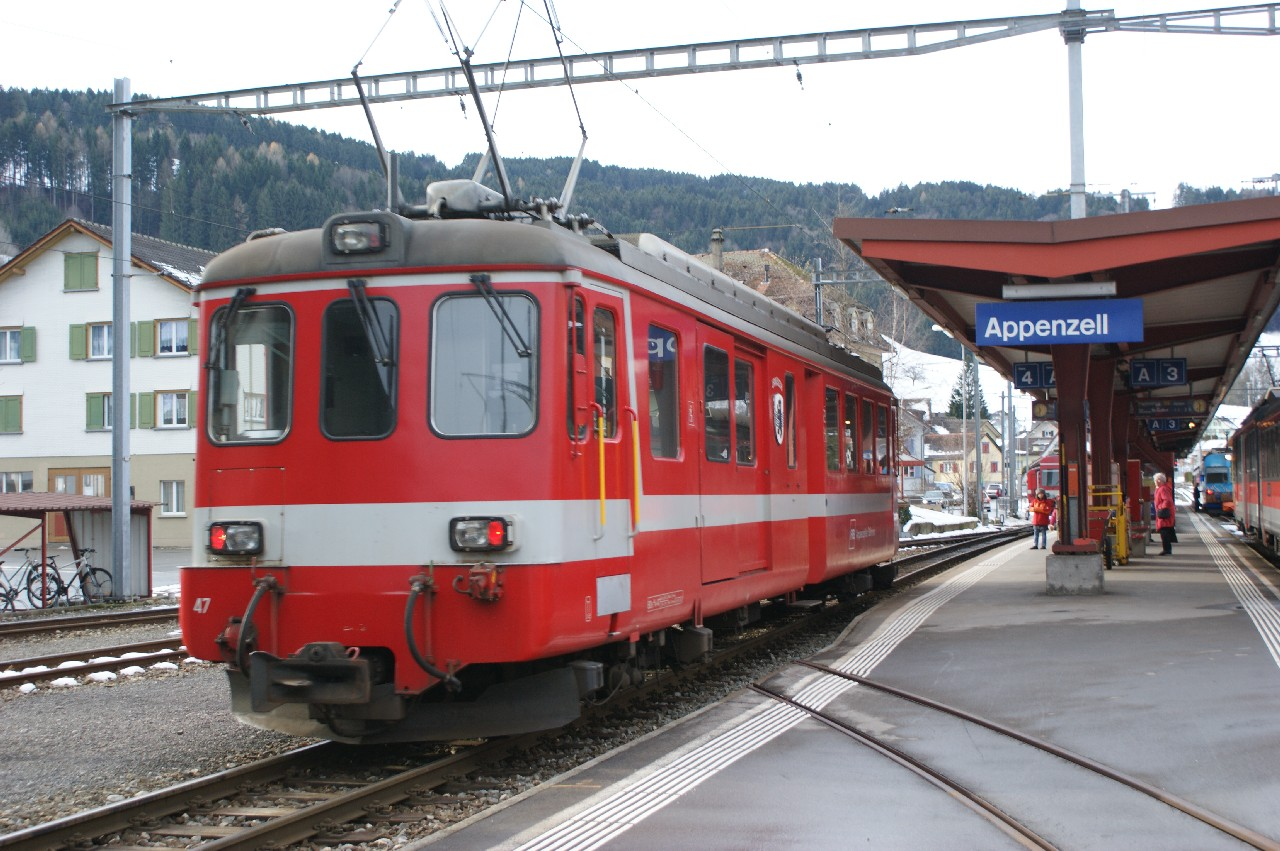
更新改造後のBDe4/4 47号機の先頭部、アッペンツェル駅、2008年

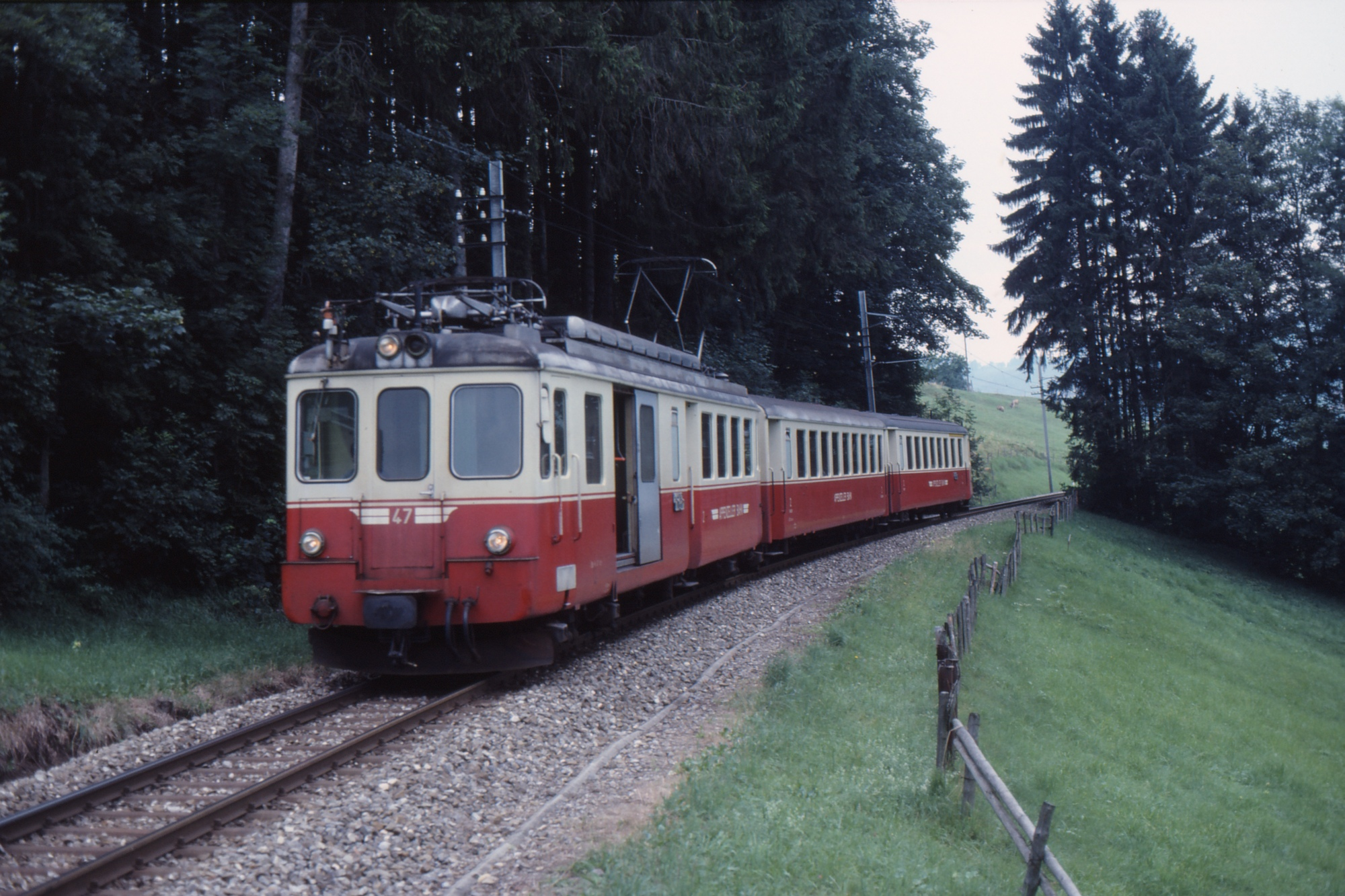
BDe4/4 47号機、原形、アッペンツェル付近、1983年

アッペンツェル鉄道BDe4/4 46-47形電車(アッペンツェルてつどうBDe4/4 46-47がたでんしゃ)は、スイスのアッペンツェル鉄道（Appenzeller Bahnen（AB））で使用されている2等/荷物合造電車である。なお、本項では本機と編成を組む制御客車であるABt 146-147形についても記述する。

## 概要
スイス北東部に1000mm軌間と1435mm軌間の路線を持つアッペンツェル鉄道はさまざまな会社が統合を繰り返して2006年1月1日に現在の形態になっているが、ゴッサウからヘリザウ、ウルネシュを経由してアッペンツェルに至る25.92kmの路線は、1875年にスイス地域鉄道会社がヘリザウからウルネシュ間を、その後アッペンツェル鉄道が1885年にウルネシュからアッペンツェル間を、1913年にゴッサウからヘリザウ間を開業させ、第一次世界大戦による石炭価格の高騰などにより、1933年には直流1500Vでの電化が完了していた。一方、1912年にゼンティス鉄道として開業したアッペンツェルからヴァッサーラウエン間6.18kmは開業時より直流電化されていたが、資金難により当初予定していたゼンティス山方面への延伸を断念して1940年に社名をアッペンツェル-ヴァイスバート-ヴァッサーラウエン鉄道に変更、1947年にはアッペンツェル鉄道に統合し、ゴッサウ - アッペンツェル - ヴァッサーラウエン間が一体で運行されるようになっていた。その後1950-60年代のこの路線は、主に1931年製のABe4/4 40-43形電車と1949年製のABe4/4 44-45形電車が客車列車を牽引する列車で運行されており、後者による列車は編成端に制御客車を連結して終端駅での牽引機の付け替えを省略したシャトルトレインとなっていたが、アッペンツェル鉄道では輸送力の増強と一部機材の近代化のために電車と制御客車を増備することとして、1968年に本項で述べるBDe4/4 46-47形2等/荷物合造電車2機とABt 61-62形（後の改番により現在はABt 146-147形となる）1等/2等合造制御客車2両が導入されている。本形式は、ABe4/4 44-45形と同じく電車と客車、制御客車によるシャトルトレインの運行を主な用途とした機体であるが、同形式とは以下の通り基本的な設計思想が変更となっている。
- 1等室のサービス向上のため、従前は電車に設けていた1等室を走行騒音の小さい制御客車へ移設し、これに伴い荷物室を制御客車から電車へ移設。
- 輸送量の変化に伴い郵便室を廃止、荷物室を縮小。
- BDe4/4 44-45形では電車と構造を共通とした専用設計のB 8-9形中間客車を用意していた。これに対し、本形式ではFFA[6]製の狭軌標準客車で、1962年からレーティッシュ鉄道EW I系として製造するなどスイス国内7社の私鉄で合計181両が導入され、アッペンツェル鉄道でも1964-73年にB 22-27形（後の改番により現在はB 241-246形となる）として導入されたEW Iシリーズ[7]を主として使用することとした。
- 同じく制御客車も従前は専用設計のDZt 65形とBDZt 60形を用意していたものを、本形式用のABt 146-147形はEW Iシリーズの客車をベースにBDe4/4 46-47形用の運転室と電装品を装備したものに変更されている。
- 正面デザインをスイス標準軌私鉄標準型電車のEAV形電車[8]やスイス国鉄のRBe540形電車と類似の台形状のものに変更。

なお、本形式は車体をFFA、台車、機械部分の製造をSIG、主電動機、電気機器の製造はMFOが担当しており、軽量構造の鋼製車体に抵抗制御と直流電動機を組み合わせた制御装置を搭載することで、1時間定格出力559kW、牽引力61.5kNを発揮する勾配線用機となっており、最急勾配37パーミルの路線で客車列車を牽引可能なものである。なお、各形式ごとの機番（ABt 146-147形は旧機番と改番後機番）、製造年、製造所、1986年以降設定されたBDe4/4 46-47形の機体名は以下の通り
- BDe4/4 46-47形
  - 46 - 1968年 - FFA/SIG/MFO - Waldstatte
  - 47 - 1968年 - FFA/SIG/MFO - Urnäsch
- ABt 146-147形
  - 61 - 146 - 1968年 - FFA/MFO
  - 62 - 147 - 1972年 - FFA/MFO

機体名/エンブレム一覧
46号機 Waldstatt
47号機 Urnäsch

## 仕様

### 車体
- 車体は鋼製の軽量構造で、同時期にスイス国内で製造されていた標準的な構造の両運転台式である。台枠は、側梁と端梁はプレス鋼材を箱状に溶接組立してコの鋼やI字鋼の横梁と組み合わせ、台車や床下機器等も台枠中にはまり込む形で装荷される構造で、曲線での車体のオーバーハングを抑えるため車体両端運転室部の左右側面を若干絞り込んだ形状となっている。
- 正面は台枠部より上が後退角を持ち、中央に貫通扉を設置した3枚窓のスタイルで、正面下部左右に丸型の前照灯、貫通扉上部に前照灯と標識灯のユニットが設置され、貫通扉の下部に貫通渡板が設けられ、その下部の台枠車体端部が若干上部に嵩上げされ、前方へも張り出した構造となっている。連結器は台枠両端部に設置されるねじ式連結器で、緩衝器が中央、フック・リングがその下にあるタイプである。そのほか、先頭部の車体下部には重連総括制御用の電気連結器と空気管用の連結ホースが、屋根上には暖房引通用の電気連結器のシューとコンタクタが設置され、先頭台車前部に大型のスノープラウが設置されている。
- 車体は後位側から運転室、荷物室、トイレと洗面所、乗降デッキ、2等室、運転室の構成となっており、窓扉配置は1d1D11D42（運転室窓-乗務員扉-荷物室窓-荷物室扉-荷物室窓-トイレ窓-乗降扉-2等室窓-運転室窓）、側面窓は幅1200mm、トイレ、洗面所のものが800mmのいずれも大型下降窓、乗降扉は両開式2枚観音開戸で乗降口には車外1段、車内1段のステップが設置されている。
- 座席は2+2列の4人掛けの固定式クロスシートが4ボックス設置されており、座席定員は2等室32名なっている。座席は赤色系2ボックス、緑色系2ボックスずつのモケット貼りでヘッドレスト部分に樹脂製の仕切板を設置したのものとなっている。また、運転室の反運転席側の側面窓にはバックミラーが、屋根上には両車端部に菱形のパンタグラフを計2基設置、その他には屋根上全長に渡って大型の主抵抗器が設置されている。
- 車体塗装はアッペンツェル鉄道標準の車体下半部が赤、上半部がクリーム色で両色の境界部に赤の細帯が入り、扉類を銀色としたもので、側面車体下部の中央に”APPENZELLER-BAHN"のレタリングとその左右に翼状のラインが、乗降扉横に客室等級が、車体前面下部中央に機番とその左右に翼状のラインが入れられている。このほか、屋根はグレー、屋根上の主抵抗器はライトグレー、床下機器、台車等はダークグレーとなっている。なお、1986年には両機ともに機体名が設定され、側面荷物室部に紋章が設置されている。

### 走行機器
- 制御方式は屋根上に搭載した10タップの主抵抗器と主制御器で力行29段、発電ブレーキ13段の制御を行う抵抗制御式で、1時間定格は出力559kW、牽引力61.5kNで速度は32km/h、最高速度は65km/hとなっている。なお、重連総括制御機能を備えており、編成端の制御客車もしくは同じBDe4/4 46-47形からの遠隔操作が可能となっている。
- ブレーキ装置は主制御器による電気ブレーキとして発電ブレーキ機能を装備するほか、自動空気ブレーキと手ブレーキを装備している。
- 台車は軸距2450mm、車輪径900mmのプレス鋼板溶接組立式台車で、枕バネはトーションバー2本式、軸バネはコイルばねで軸箱支持方式は円筒支持方式とし、各軸には砂撒き装置と砂箱を、基礎ブレーキ装置として踏面ブレーキを装備している。主電動機は自己通風式の直流直巻整流子電動機であり、ABe4/4形 44-45形に引き続き、定格出力を確保するため大型の主電動機を吊掛式に装荷して歯車比を7.50に設定しているが、本形式では車軸と駆動装置間に平軸受に代わりコロ軸受を採用している。
- このほか補機として電動空気圧縮機と空気タンク、照明等用の電動発電機、蓄電池および充電装置などを床下を搭載している。

### 改造
- 1997-98年には更新改造が行われ、車体内外および電気機器の更新及び修繕がなされたほか、編成端となる後位側前面の貫通扉の埋込み（前位側は幌枠、貫通幌設置のまま）、暖房用電気連結器を屋根上前後端部から台枠端部への移設、連結器を+GF+[11]ピン・リンク式自動連結器へ変更、正面の灯具類の1980-90年代のスイス鉄道車両標準の角型の前照灯と尾灯のユニットへの交換、座席の交換などの改造がなされている。
- 車体塗装をBDe4/4 31-35形（現BDe4/4 41-45形）と同じ、オレンジ色ベースで腰部と正面上部にライトグレーの帯が入ってこれを側面車体端部の斜めのラインで結び、側面の下部中央にアッペンツェル鉄道のマークとロゴが入るものに変更している。

### 主要諸元
- 軌間：1000mm
- 電気方式：DC1500V 架空線式
- 最大寸法：全長18900mm（連結器交換後19060mm）、全幅2700mm、全高3800mm
- 軸配置：Bo'Bo'
- 固定軸距：2450mm
- 台車中心間距離：13000mm
- 動輪径：900mm
- 自重：37.8t
- 定員：2等32名
- 荷室面積：11m2
- 荷重：2.5t
- 走行装置
  - 主制御装置：抵抗制御
  - 主電動機：直流直巻整流子電動機×4台
  - 減速比：7.50
  - 出力：559kW（1時間定格。於32km/h）
  - 牽引力：61.5kN（1時間定格、於32km/h）
- 最高速度：65km/h（後に75km/h）
- ブレーキ装置：空気ブレーキ、手ブレーキ、発電ブレーキ

## ABt 146-147形

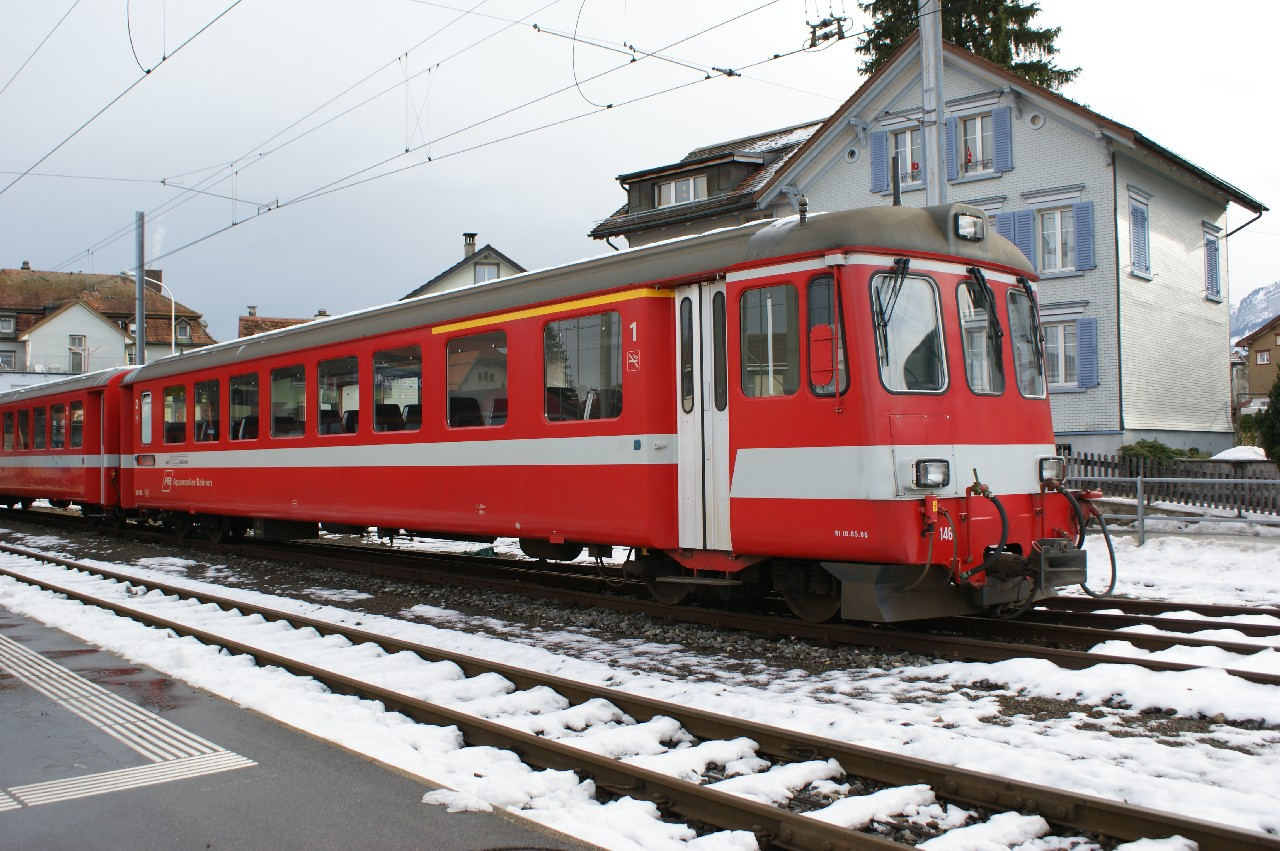
制御客車のABt 147号車、更新改造後、正面はBDe4/4 46-47形と同デザイン、アッペンツェル駅、2009年

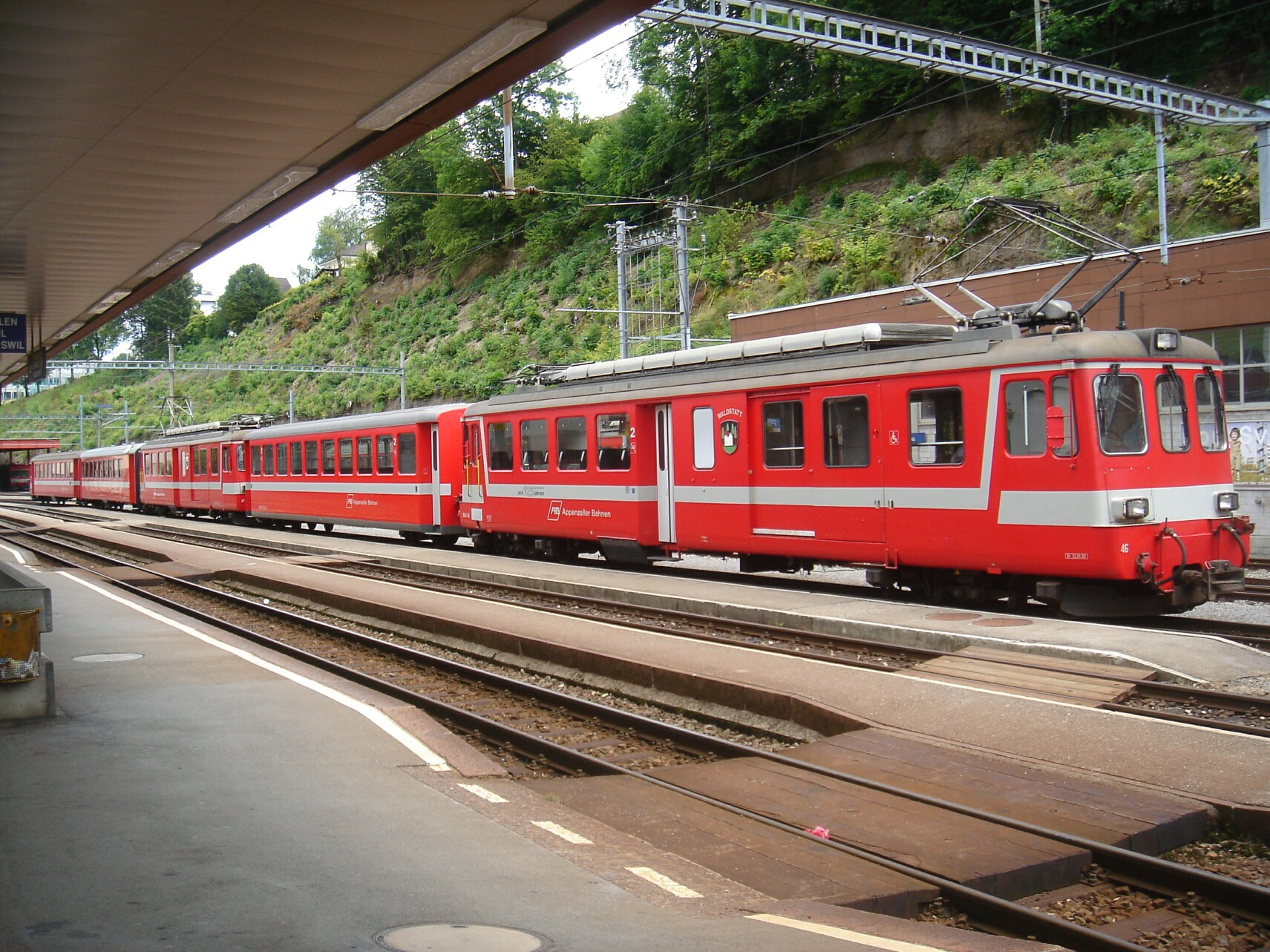
左奥からABt 146号車、B 243号車、BDe4/4 47号機、B 236号車、BDe4/4 46号機の編成、ヘリザウ駅、2007年

- ABt 146-147形はFFA製のEW I系をベースにBDe4/4 46-47形と同形態の運転室及び制御機器を搭載したものとなっている。このEW I系はスイス国鉄のEW II系をベースに狭軌鉄道用としたものであり、1等/2等の客室の違いの他、車体長の長短、鋼製もしくはアルミニウム製の車体、台車などのバリエーションがあるが、本形式は1964年から導入されていたB 241-246形と同じ鋼製、長尺の車体で、シリーズ標準のSIG-T台車を使用するタイプとなっている。
- 室内は後位側から前位側にかけて、トイレを設置した乗降デッキ、2等室、1等室、乗降デッキ、運転室の配置となっており、窓扉配置はD162D2（乗降扉-トイレ窓（反対サイドはデッキ窓）-2等室窓-1等室窓-乗降扉-運転室窓）となっており、客室窓は1等室のものが幅1400mm、2等室のものが幅1200mmで高さ950mmの大型下降窓、乗降扉は2枚観音開き扉となっている。
- 客室内の装備はEW I系標準でBDe4/4 46-47形とも同等となっており、2等室の座席は同じく2+2列で赤もしくは緑色の固定クロスシートをシートピッチ1550mmで6ボックスを配置、1等室の座席は2+1列で白のカバー付きヘッドレスト付、赤のモケット張りの固定クロスシートを2ボックス配置している。また、運転室内の機器配置もABe4/4形と同等であるが、反運転席側の乗降扉が省略されている。
- 台車はSIG製で軸距2000mm、車輪径740mmの鋼材組立式軽量台車で、枕バネはトーションバー1本式、軸バネはコイルバネで軸箱支持方式は円筒支持方式となっている。
- 車体塗装もBDe4/4 46-47形と同一であり、同じく車体更新後はオレンジ色ベースのものに変更されている。
- 1996年と98年に車体更新が実施されており、車内外の更新、修繕のほか、正面貫通扉の埋め込み、前照灯、標識灯の交換、座席の交換、連結器および暖房用電気連結器の変更などがなされている。

### 主要諸元
- 軌間：1000mm
- 最大寸法：全長19260mm（連結器交換後）、全幅2600mm、全高3500mm
- 軸配置：2'2'
- 軸距：1800mm
- 台車中心間距離：12830mm
- 車輪径：750mm
- 自重：18.6t
- 定員：1等12名、2等47名
- 最高速度：65km/h（後に75km/h）
- ブレーキ装置：空気ブレーキ、手ブレーキ

## 運行

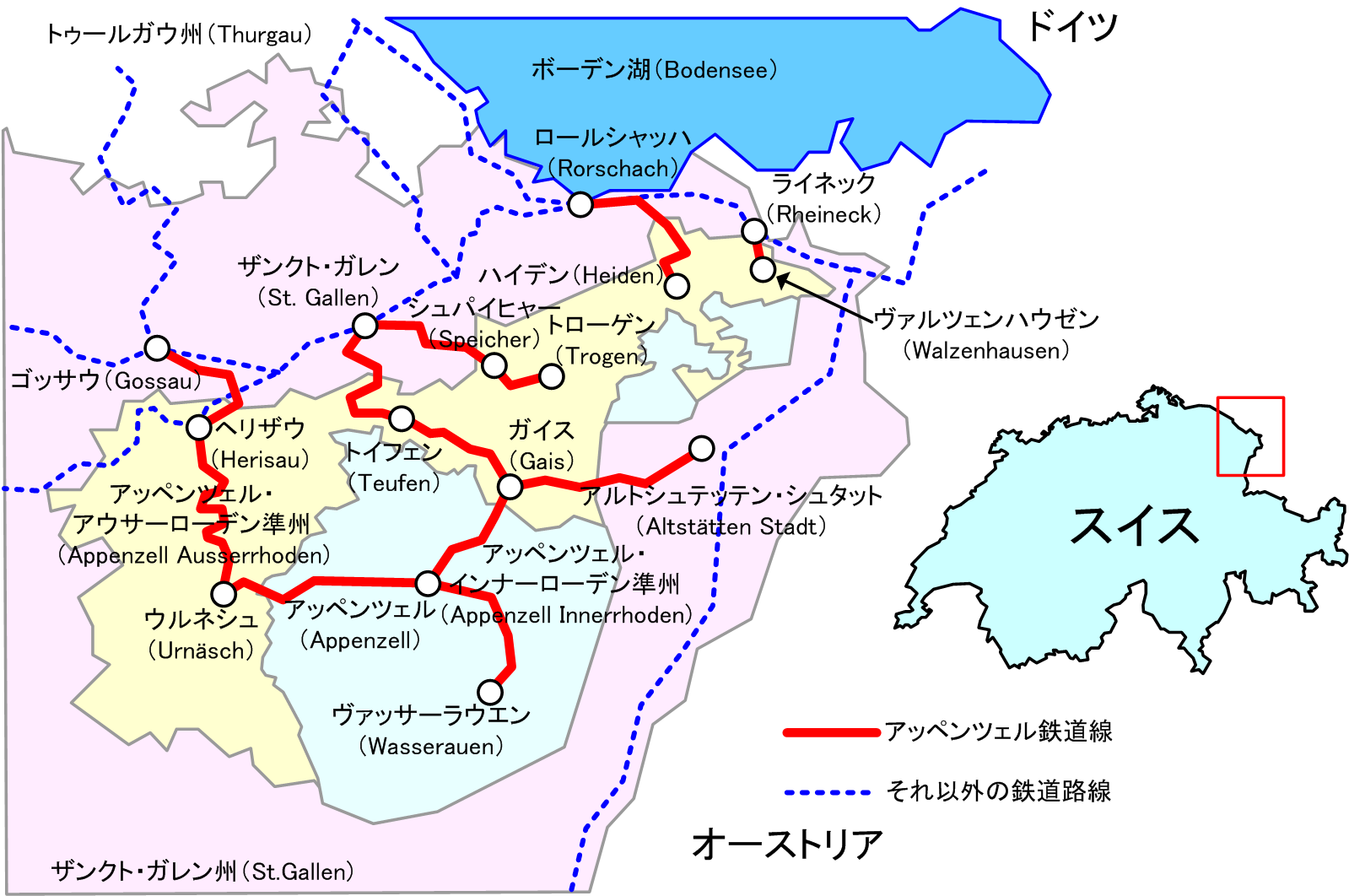
2006年以降のアッペンツェル鉄道の路線図、本形式はゴッサウ - ヘリザウ - アッペンツェル - ヴァッサーラウエン間で運行されている

- 本機が使用されるアッペンツェル鉄道のうち、旧アッペンツェル鉄道のゴッサウ - アッペンツェル間はザンクト・ガレン州ゴッサウからアッペンツェル・アウサーローデン準州のヘリザウおよびウルネシュを経由してアッペンツェル・インナーローデン準州のアッペンツェルに至る全長25.92km、最急勾配37パーミル、標高638-904mの路線であり、ゴッサウでスイス国鉄に、ヘリザウでスイス南東鉄道[12]にアッペンツェルで旧アッペンツェル-ヴァイスバート-ヴァッサーラウエン鉄道[4]と、1988年にアッペンツェル鉄道に統合された旧ザンクト・ガレン-ガイス-アッペンツェル電気鉄道[13]のザンクト・ガレン方面へ接続している。また、1947年にアッペンツェル鉄道に統合された旧アッペンツェル-ヴァイスバート-ヴァッサーラウエン鉄道はアッペンツェルから同じアッペンツェル・インナーローデン準州のヴァッサーラウエンへ至る全長6.18km、最急勾配30パーミル、標高786-869mの路線であり、開業後からアッペンツェル鉄道への統合までは2軸単車のCFe2/2 1-3形電車（アッペンツェル鉄道編入後のBFe2/2　37-39形電車[14]）が客車や貨車を牽引する列車で運行されており、アッペンツェル鉄道に統合後電化方式が直流1000Vから1500Vに変更されている。
- BDe4/4 46-47形はゴッサウ-アッペンツェル-ヴァッサーラウエン間で運用されており、後位側にBDe4/4 46-47形、前位側にABt 146-147形を連結した2両編成もしくは、中間にB 241-246形などの客車を連結した3両編成での運用が主として、利用客数に応じて中間客車を増結したり、この編成で別の客車数両を牽引したりした列車もしくは編成を崩した状態での運行もされている。なお、本形式はアッペンツェル - ヴァッサーラウエン間の運行用に伴い増備された機体であるが、現在はアッペンツェル鉄道のこの区間で運行される機体は旧ザンクト・ガレン-ガイス-アッペンツェル-アルトシュテッテン電気鉄道[15]線のガイスの工場で整備が行われるため、アッペンツェル - ガイス間にも乗り入れている。
- アッペンツェル鉄道のゴッサウ - ヴァッサーラウエン間ではその後1986、93年にBDe4/4 31-35形（現在は改番によりBDe4/4 41-45形となる）とABt 131-135形（同じく改番によりABt 141-145形となる）による新しいシャトルトレインが導入され、現在では同形式とBDe4/4 46-47形およびその編成が同区間の主力として運行されている。
- 2004年にABt 147号車が事故廃車となり、その後はBDe4/4 46-47形 - 中間客車 - BDe4/4 46-47形 - 中間客車 - ABt 146号車の5両編成での運行も多くなっている。
- アッペンツェル鉄道では2018年にアッペンツェル - ザンクト・ガレン間とトローゲン線の直通運転のためのラック区間の解消などのための直通線の建設工事が実施され、これに合わせて2018年にゴッサウ - アッペンツェル - ヴァッサーラウエン間用の部分低床式のABe4/12形（通称：Walzer）とトローゲン線との直通運転用で部分低床式のBe4/6+ABe4/6形が導入されており、BDe4/4 46-47形は2020年末に廃車となり、同年12月に解体されている。